# Liste over Lego videospil
Siden 1995 er adskillige kommercielle videospil baseret på Lego, byggesystemet produceret af Lego Group, blevet frigivet. Efter det andet spil, Lego Island, udviklet og udgivet af Mindscape, udgav Lego Group alene spil med sin Lego Media division, som blev omdøbt til Lego Software i 2001 og Lego Interactive i 2002. Divisionen udgav også sammen med Electronic Arts før den lukkede. Tidligere Lego Interactive-medarbejdere grundlagde selskabet Giant Interactive Entertainment til fremtidig udgivelse af Lego-spil. Efter udgivelsen af Lego Star Wars: The Video Game fusionerede Giant med Traveller's Tales for at danne TT Games. TT Games blev opkøbt af Warner Bros. Games (WBG) i november 2007, hvilket gør WBG til den primære udgiver for Lego-spil.

## Original spil
| År   | Titel                                                        | Platform(s)                                                                | Platform(s)                                                              | Platform(s)                                                  | Platform(s)               |
| År   | Titel                                                        | PC                                                                         | Console                                                                  | Handheld                                                     | Mobil                     |
| ---- | ------------------------------------------------------------ | -------------------------------------------------------------------------- | ------------------------------------------------------------------------ | ------------------------------------------------------------ | ------------------------- |
| 1995 | Lego Fun to Build                                            | —                                                                          | Sega Pico                                                                | —                                                            | —                         |
| 1996 | Bricks The Ultimate Construction Toy                         | MacOS, Microsoft Windows                                                   | —                                                                        | —                                                            | —                         |
| 1997 | Lego Island                                                  | Microsoft Windows                                                          | —                                                                        | —                                                            | —                         |
| 1998 | Lego Loco                                                    | Microsoft Windows                                                          | —                                                                        | —                                                            | —                         |
| 1998 | Lego Chess                                                   | Microsoft Windows                                                          | —                                                                        | —                                                            | —                         |
| 1998 | Lego Creator                                                 | Microsoft Windows                                                          | —                                                                        | —                                                            | —                         |
| 1999 | Lego Friends                                                 | Microsoft Windows                                                          | —                                                                        | —                                                            | —                         |
| 1999 | Lego Racers                                                  | Microsoft Windows                                                          | Nintendo 64, PlayStation                                                 | Nintendo Game Boy Color                                      | —                         |
| 1999 | Lego Rock Raiders                                            | Microsoft Windows                                                          | PlayStation                                                              | —                                                            | —                         |
| 2000 | Legoland                                                     | Microsoft Windows                                                          | —                                                                        | —                                                            | —                         |
| 2000 | Lego My Style: Preschool                                     | Mac OS, Microsoft Windows                                                  | PlayStation                                                              | —                                                            | —                         |
| 2000 | Lego My Style: Kindergarten                                  | Mac OS, Microsoft Windows                                                  | —                                                                        | —                                                            | —                         |
| 2000 | Lego Alpha Team                                              | Microsoft Windows                                                          | —                                                                        | Nintendo Game Boy Color                                      | —                         |
| 2000 | Lego Stunt Rally                                             | Microsoft Windows                                                          | PlayStation                                                              | Nintendo Game Boy Color                                      | —                         |
| 2000 | Lego Creator: Knights' Kingdom                               | Microsoft Windows                                                          | —                                                                        | —                                                            | —                         |
| 2000 | LEGO Software                                                | Microsoft Windows                                                          | —                                                                        | —                                                            | —                         |
| 2001 | Lego Øen 2                                                   | Microsoft Windows                                                          | PlayStation                                                              | Game Boy Advance, Game Boy Color                             | —                         |
| 2001 | Lego Racers 2                                                | Microsoft Windows                                                          | PlayStation 2                                                            | Game Boy Advance                                             | —                         |
| 2001 | Lego Bionicle: Quest for the Toa                             | —                                                                          | —                                                                        | Game Boy Advance                                             | —                         |
| 2001 | Junkbot                                                      | Webgame                                                                    | —                                                                        | —                                                            | —                         |
| 2001 | Lego Creator Harry Potter                                    | Microsoft Windows                                                          | —                                                                        | —                                                            | —                         |
| 2001 | LEGO Studios Backlot                                         | Webgame                                                                    | —                                                                        | —                                                            | —                         |
| 2001 | LEGO BIONICLE: The Legend of Mata Nui (Mata Nui Online Game) | Webgame                                                                    | —                                                                        | —                                                            | —                         |
| 2001 | LEGO Software                                                | Microsoft Windows                                                          | —                                                                        | —                                                            | —                         |
| 2002 | Football Mania                                               | Microsoft Windows                                                          | PlayStation 2                                                            | Nintendo Game Boy Advance                                    | —                         |
| 2002 | Island Xtreme Stunts                                         | Microsoft Windows                                                          | PlayStation 2                                                            | Nintendo Game Boy Advance                                    | —                         |
| 2002 | Drome Racers                                                 | Microsoft Windows                                                          | Nintendo GameCube, PlayStation 2                                         | Nintendo Game Boy Advance                                    | —                         |
| 2002 | Bionicle: Matoran Adventures                                 | —                                                                          | —                                                                        | Nintendo Game Boy Advance                                    | —                         |
| 2002 | Lego Worldbuilder                                            | Webgame                                                                    | —                                                                        | —                                                            | —                         |
| 2002 | Lego Creator: Harry Potter and the Chamber of Secrets        | Microsoft Windows                                                          | —                                                                        | —                                                            | —                         |
| 2002 | Lego Galidor: Defenders of the Outer Dimension               | Microsoft Windows                                                          | —                                                                        | —                                                            | —                         |
| 2002 | LEGO Software                                                | Microsoft Windows                                                          | —                                                                        | —                                                            | —                         |
| 2003 | Bionicle                                                     | macOS, Microsoft Windows                                                   | Nintendo GameCube, PlayStation 2, Xbox                                   | Nintendo Game Boy Advance                                    | —                         |
| 2003 | LEGO Orient Expedition: The Quest For The Golden Dragon      | Webgame                                                                    | —                                                                        | —                                                            | —                         |
| 2004 | Lego Knights' Kingdom                                        | —                                                                          | —                                                                        | Nintendo Game Boy Advance                                    | —                         |
| 2005 | Bionicle: Maze of Shadows                                    | —                                                                          | —                                                                        | Nintendo Game Boy Advance                                    | —                         |
| 2005 | LEGO Star Wars: The Video Game                               | IBM PC compatible, MacOS, Macintosh styresystemer, Microsoft Windows, OS X | Nintendo GameCube, PlayStation 2, Xbox                                   | Nintendo Game Boy Advance                                    | —                         |
| 2006 | Bionicle Heroes                                              | Microsoft Windows                                                          | Nintendo GameCube, PlayStation 2, Wii, Xbox 360                          | Nintendo Game Boy Advance, Nintendo DS                       | J2ME                      |
| 2006 | Lego Fever                                                   | Microsoft Windows                                                          | —                                                                        | —                                                            | —                         |
| 2006 | Lego Chic Boutique                                           | Microsoft Windows                                                          | —                                                                        | —                                                            | —                         |
| 2006 | Lego Bricktopia                                              | Microsoft Windows                                                          | —                                                                        | —                                                            | —                         |
| 2006 | Lego Builder Bots                                            | Microsoft Windows                                                          | —                                                                        | —                                                            | —                         |
| 2006 | Lego Bricks                                                  | —                                                                          | —                                                                        | —                                                            | J2ME                      |
| 2006 | Lego World Soccer                                            | —                                                                          | —                                                                        | —                                                            | J2ME                      |
| 2006 | Lego Star Wars II: The Original Trilogy                      | MacOS, Macintosh styresystemer, OS X, Microsoft Windows, PC compatible     | Nintendo GameCube, Nintendo Wii, PlayStation 2, Xbox, Xbox 360           | Nintendo Game Boy Advance, Nintendo DS, Playstation Portable | J2ME                      |
| 2007 | Bionicle Challenge                                           | —                                                                          | —                                                                        | —                                                            | J2ME                      |
| 2007 | Lego Brick Breaker                                           | —                                                                          | —                                                                        | —                                                            | J2ME                      |
| 2007 | Lego Escape                                                  | —                                                                          | —                                                                        | —                                                            | J2ME                      |
| 2007 | Lego Racers                                                  | —                                                                          | —                                                                        | —                                                            | J2ME                      |
| 2007 | LEGO Star Wars - The Complete Saga                           | MacOS, Microsoft Windows, OS X                                             | PlayStation 3, Wii, Xbox 360                                             | Nintendo DS                                                  | Amazon Luna, Android, iOS |
| 2008 | Bionicle Defenders                                           | —                                                                          | —                                                                        | —                                                            | J2ME                      |
| 2008 | LEGO Indiana Jones: The Original Adventures                  | Amazon Luna, MacOS, Macintosh styresystemer, OS X, PC compatible           | Nintendo Wii, PlayStation 2, PlayStation 3, Xbox 360                     | Nintendo DS, Playstation Portable                            | —                         |
| 2008 | Lego Batman: The Videogame                                   | —                                                                          | Nintendo Wii, PlayStation 2, PlayStation 3, Xbox 360                     | Nintendo DS                                                  | —                         |
| 2009 | Lego Battles                                                 | —                                                                          | —                                                                        | Nintendo DS                                                  | —                         |
| 2009 | LEGO Rock Band                                               | —                                                                          | Nintendo Wii, PlayStation 3, Xbox 360                                    | Nintendo DS                                                  | —                         |
| 2009 | LEGO Indiana Jones 2: The Adventure Continues                | Amazon Luna, MacOS, Macintosh styresystemer, PC compatible                 | Nintendo DS, Playstation Portable                                        | PlayStation 3, Xbox 360, Wii                                 | —                         |
| 2010 | Lego Universe                                                | MacOS, Microsoft Windows                                                   | —                                                                        | —                                                            | —                         |
| 2010 | LEGO Harry Potter: År 1-4                                    | MacOS, Microsoft Windows, OS X                                             | Nintendo Switch, Nintendo Wii, PlayStation 3, PlayStation 4, Xbox 360    | Nintendo DS, Nintendo Switch, PlayStation Portable           | Android, iOS              |
| 2011 | Lego Battles: Ninjago                                        | —                                                                          | —                                                                        | Nintendo DS                                                  | —                         |
| 2011 | Life of George                                               | —                                                                          | —                                                                        | —                                                            | Android, iOS              |
| 2011 | Lego Duplo Minispiele 2                                      | —                                                                          | —                                                                        | —                                                            | Android, iOS              |
| 2011 | Lego Star Wars III: The Clone Wars                           | Microsoft Windows                                                          | Nintendo Wii, PlayStation 3, Xbox 360                                    | Nintendo 3DS, Nintendo DS, PlayStation Portable              | Amazon Luna, Android, iOS |
| 2011 | LEGO Harry Potter: År 5-7                                    | MacOS, Microsoft Windows, OS X                                             | Nintendo Switch, Nintendo Wii, PlayStation 3, PlayStation 4, Xbox 360    | PlayStation Portable, Nintendo DS                            | Android, iOS              |
| 2011 | Lego Pirates of the Caribbean: The Video Game                | MacOS, Microsoft Windows, OS X                                             | Nintendo Wii, PlayStation 3, PlayStation 4, Xbox 360                     | Nintendo DS, Nintendo Switch, PlayStation Portable           | Android, iOS              |
| 2012 | Lego Friends Dress Up                                        | —                                                                          | —                                                                        | —                                                            | Android, iOS              |
| 2012 | Lego Ninjago: Rise of the Snakes                             | —                                                                          | —                                                                        | —                                                            | iOS                       |
| 2012 | Lego Juniors Create & Cruise                                 | —                                                                          | —                                                                        | —                                                            | Android                   |
| 2012 | Lego Duplo Zoo                                               | —                                                                          | —                                                                        | —                                                            | Android, iOS              |
| 2012 | Lego City Team Up                                            | —                                                                          | —                                                                        | —                                                            | Android, iOS              |
| 2012 | Lego Monster Fighters Race                                   | —                                                                          | —                                                                        | —                                                            | iOS                       |
| 2012 | LEGO Lord of the Rings                                       | MacOS, Microsoft Windows, OS X                                             | Nintendo Wii, PlayStation 3, Xbox 360                                    | Nintendo 3DS, Nintendo DS, PlayStation Vita                  | Android, iOS              |
| 2012 | LEGO Batman 2                                                | MacOS, Microsoft Windows, OS X                                             | Nintendo Wii, PlayStation 2, PlayStation 3, Xbox 360                     | Nintendo 3DS, Nintendo DS, PlayStation Vita                  | Android, iOS              |
| 2013 | Lego City Undercover                                         | Microsoft Windows                                                          | Nintendo Wii U, PlayStation 4, Xbox One, Nintendo Switch                 | Nintendo Switch                                              | —                         |
| 2013 | Lego City Undercover: The Chase Begins                       | —                                                                          | —                                                                        | Nintendo 3DS                                                 | —                         |
| 2013 | Lego Friends                                                 | —                                                                          | —                                                                        | Nintendo 3DS, Nintendo DS                                    | Android, iOS              |
| 2013 | Lego Legends of Chima Online                                 | Microsoft Windows                                                          | —                                                                        | —                                                            | iOS                       |
| 2013 | Lego Legends of Chima: Laval's Journey                       | —                                                                          | —                                                                        | Nintendo 3DS, Nintendo DS, PlayStation Vita                  | —                         |
| 2013 | Lego Legends of Chima: Speedorz                              | —                                                                          | —                                                                        | —                                                            | Android, iOS              |
| 2013 | Lego Hero Factory Brain Attack                               | —                                                                          | —                                                                        | —                                                            | Android, iOS              |
| 2013 | Lego Galaxy Squad Bug Battle                                 | —                                                                          | —                                                                        | —                                                            | Android, iOS              |
| 2013 | LEGO Marvel Super Heroes                                     | Microsoft Windows, OS X                                                    | Nintendo Wii, PlayStation 3, Xbox 360                                    | Nintendo 3DS, Nintendo DS, PlayStation Vita,                 | Android, iOS              |
| 2014 | Lego Minifigures Online                                      | Linux, macOS, Microsoft Windows                                            | —                                                                        | —                                                            | Android, iOS              |
| 2014 | Lego Ninjago: Nindroids                                      | —                                                                          | —                                                                        | Nintendo 3DS, PlayStation Vita                               | —                         |
| 2014 | Lego City My City                                            | Webgame                                                                    | —                                                                        | —                                                            | Android, iOS              |
| 2014 | Lego The Hobbit                                              | Microsoft Windows, OS X                                                    | Nintendo Wii, Nintendo WIi U, PlayStation 3, Xbox 360                    | Nintendo 3DS, Nintendo DS, PlayStation Vita                  | Android, iOS              |
| 2014 | Lego Batman 3: Beyond Gotham                                 | Microsoft Windows, OS X                                                    | Nintendo Wii, Nintendo WIi U, PlayStation 3, Xbox 360                    | Nintendo 3DS, Nintendo DS, PlayStation Vita                  | Android, iOS              |
| 2014 | Lego Jurassic World 2014                                     | Microsoft Windows, OS X                                                    | Nintendo Wii, Nintendo WIi U, PlayStation 3, Xbox 360                    | Nintendo 3DS, Nintendo DS, PlayStation Vita                  | Android, iOS              |
| 2014 | The LEGO Movie Videogame                                     | Microsoft Windows, OS X                                                    | Nintendo Wii, Nintendo WIi U, PlayStation 3, Xbox 360                    | Nintendo 3DS, Nintendo DS, PlayStation Vita                  | Android, iOS              |
| 2015 | Bionicle: Mask of Creation                                   | —                                                                          | —                                                                        | —                                                            | Android, iOS              |
| 2015 | Lego Legends of Chima: Tribe Fighters                        | —                                                                          | —                                                                        | —                                                            | Android, iOS              |
| 2015 | Lego Nexo Knights: Merlok 2.0                                | —                                                                          | —                                                                        | —                                                            | Android, iOS              |
| 2015 | Lego Ninjago: Shadow of Ronin                                | —                                                                          | —                                                                        | Nintendo 3DS, PlayStation Vita                               | Android, iOS              |
| 2015 | Lego Dimensions                                              | —                                                                          | Nintendo Wii U, PlayStation 3, PlayStation 4, Xbox 360, Xbox One         | —                                                            | —                         |
| 2015 | Lego Minifigures Online                                      | Microsoft Windows, MacOS, PC                                               | Nintendo Wii U, PlayStation 3, PlayStation 4, Xbox 360, Xbox One         | —                                                            | —                         |
| 2016 | Bionicle: Mask of Control                                    | —                                                                          | —                                                                        | —                                                            | Android, iOS              |
| 2016 | LEGO Harry Potter Collection                                 | Microsoft Windows, Steam                                                   | Nintendo Switch, PlayStation 4, PlayStation 5, Xbox One                  | Nintendo Switch                                              | —                         |
| 2016 | Lego Marvel's Avengers                                       | Microsoft Windows, Steam                                                   | Nintendo Switch, PlayStation 4, PlayStation 5, Xbox One                  | Nintendo Switch                                              | —                         |
| 2016 | Lego Star Wars: The Force Awakens                            | Microsoft Windows, Steam                                                   | Nintendo Switch, PlayStation 4, PlayStation 5, Xbox One                  | Nintendo Switch                                              | —                         |
| 2017 | Lego Worlds (2015) 2017                                      | Microsoft Windows, Steam                                                   | Nintendo Switch, PlayStation 4, Xbox One                                 | Nintendo Switch                                              | —                         |
| 2017 | Lego Marvel Super Heroes 2                                   | —                                                                          | Nintendo Wii, PlayStation 3, Xbox 360                                    | Nintendo DS                                                  | —                         |
| 2018 | Lego Cube                                                    | Microsoft Windows                                                          | —                                                                        | —                                                            | Android, iOS              |
| 2018 | Lego The Incredibles                                         | Microsoft Windows                                                          | Nintendo Wii, PlayStation 3, Xbox 360                                    | Nintendo DS                                                  | —                         |
| 2018 | LEGO DC Super Villains                                       | Microsoft Windows                                                          | Nintendo Wii, PlayStation 3, Xbox 360                                    | Nintendo DS                                                  | —                         |
| 2019 | Lego Builder's Journey, Lego Arthouse                        | macOS (Apple Arcade), Microsoft Windows                                    | Nintendo Switch, PlayStation 4, PlayStation 5, Xbox One, Xbox Series X/S | Nintendo Switch                                              | iOS (Apple Arcade)        |
| 2019 | Lego Brawls                                                  | macOS (Apple Arcade), Microsoft Windows                                    | Nintendo Switch, PlayStation 4, PlayStation 5, Xbox One, Xbox Series X/S | Nintendo Switch                                              | iOS (Apple Arcade)        |
| 2019 | Lego Tower                                                   | —                                                                          | —                                                                        | —                                                            | Android, iOS              |
| 2019 | Lego Movie 2 Videogame                                       | Microsoft Windows                                                          | Nintendo Switch, PlayStation 4, PlayStation 5, Xbox One, Xbox Series X/S | Nintendo Switch                                              | —                         |
| 2020 | Lego Legacy: Heroes Unboxed                                  | Microsoft Windows                                                          | —                                                                        | —                                                            | Android, iOS              |
| 2021 | LEGO Star Wars: Castaways                                    | —                                                                          | Nintendo Wii, PlayStation 3, Xbox 360                                    |                                                              | —                         |
| 2022 | Lego Bricktales                                              | Microsoft Windows                                                          | Nintendo Switch, PlayStation 4, PlayStation 5, Xbox One, Xbox Series X/S | Nintendo Switch                                              | Android, iOS              |
| 2022 | LEGO Star Wars The Skywalker Saga                            | Microsoft Windows                                                          | Nintendo Switch, PlayStation 4, PlayStation 5, Xbox One, Xbox Series X/S | Nintendo Switch                                              | —                         |
| 2023 | Lego 2K Drive                                                | Microsoft Windows                                                          | Nintendo Switch, PlayStation 4, PlayStation 5, Xbox One, Xbox Series X/S | Nintendo Switch                                              | —                         |
| 2023 | Lego Fortnite                                                | Microsoft Windows                                                          | Nintendo Switch, PlayStation 4, PlayStation 5, Xbox One, Xbox Series X/S | Nintendo Switch                                              | —                         |